# Volta a Sud-àfrica
La Volta a Sud-àfrica és una competició ciclista per etapes que es disputà a Sud-àfrica. La cursa formà part de l'UCI Africa Tour, amb una categoria 2.2. Només s'ha disputat l'edició del 2011.

## Palmarès
| Any  | Vencedor       | Segon        | Tercer      |
| ---- | -------------- | ------------ | ----------- |
| 2011 | Kristian House | Johann Rabie | Daryl Impey |